# Vellberg (Adelsgeschlecht)

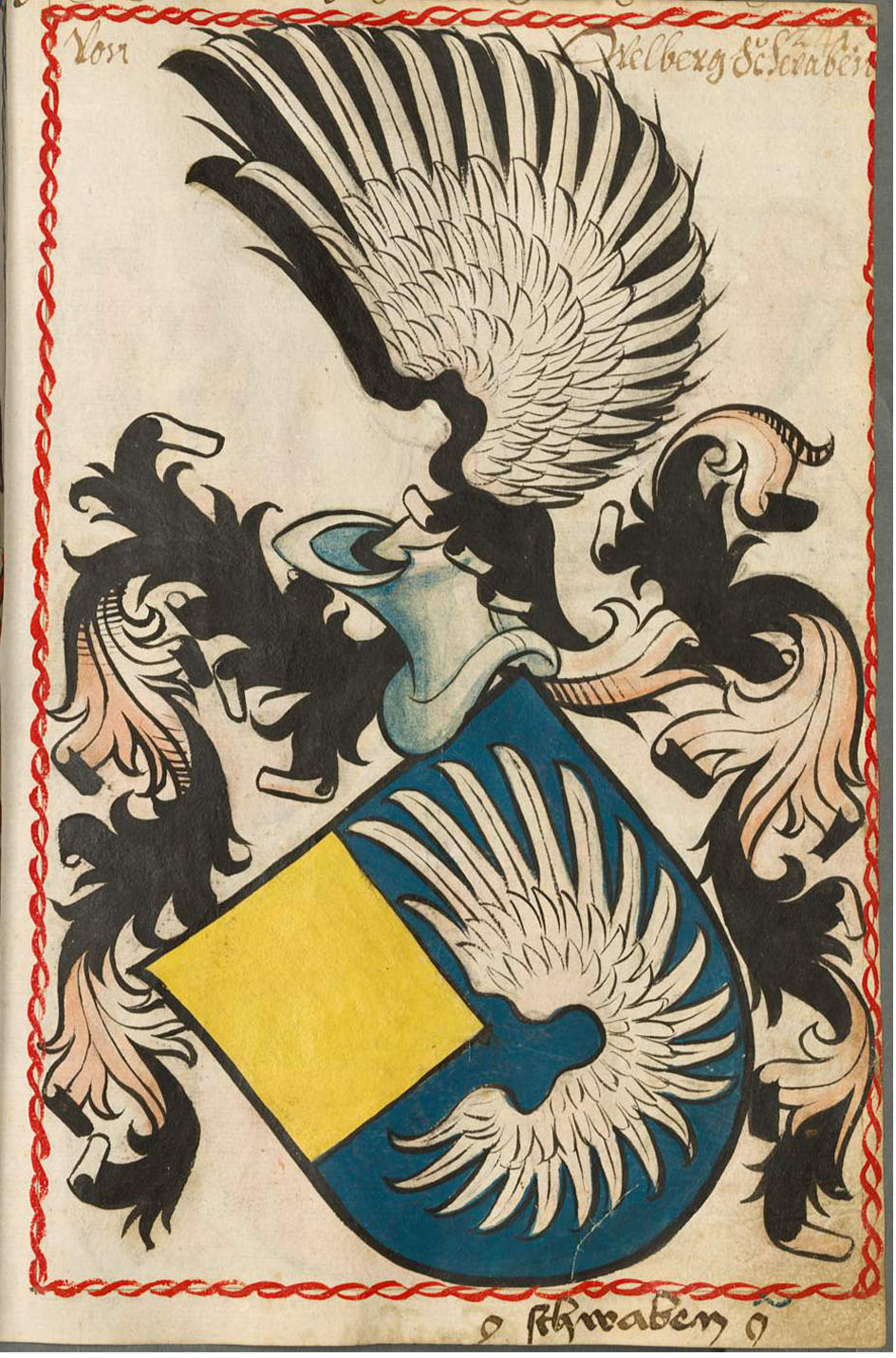
Wappen der Familie von Vellberg nach dem Scheiblerschen Wappenbuch

Zerstörung der Stammburg Vellberg 1523

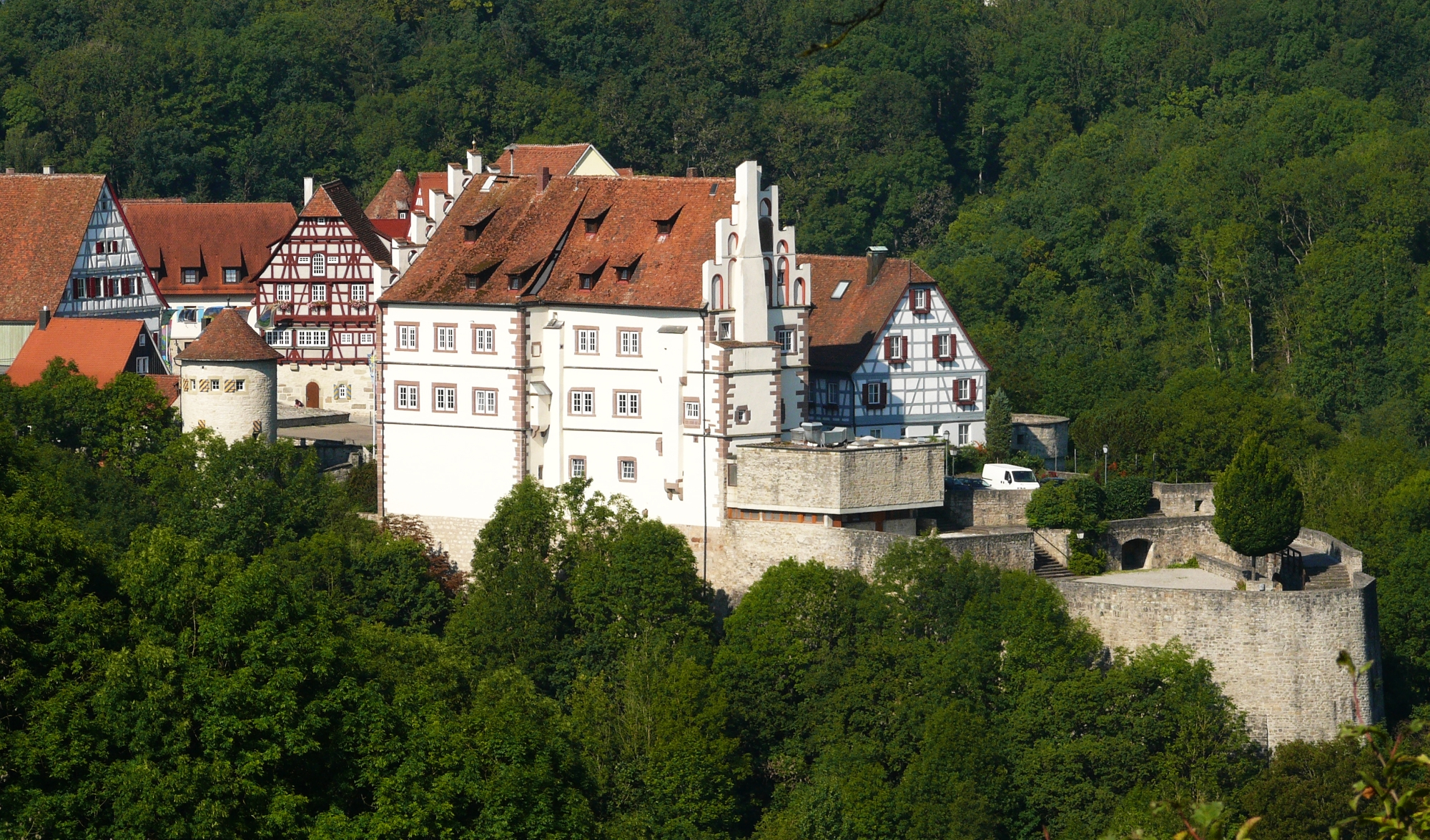
Heutige Ansicht von Burg Vellberg

Die Familie von Vellberg war ein süddeutsches Adelsgeschlecht mit Besitzungen im Ritterkanton Odenwald.

## Ursprung
Der namensgebende Ort Vellberg ist heute eine Stadt im Landkreis Schwäbisch Hall im nordöstlichen Baden-Württemberg. Heinrich von Vellberg erschien am 3. Mai 1102 erstmals in einer Urkunde. Die namensgebende Burg Vellberg war wohl Ende des 11. Jahrhunderts errichtet worden. Offenbar übernahm anschließend ein staufisches Ministerialengeschlecht den Namen Vellberg, was ab 1263 belegt ist. Sie standen in den Diensten der Bischöfe von Würzburg und der Markgrafen von Brandenburg. Das Geschlecht starb 1592 mit Konrad von Vellberg aus, der die größte flächenmäßige Ausbreitung erzielt hatte.

## Verbreitung
Die von Vellberg gelangten 1399 in den Besitz der benachbarten Burg Leofels, die sie bis 1592 behielten. 1545 waren sie kurzfristig mit Wolf von Vellberg auf Burg Bichishausen.
Im 15. Jahrhundert waren sie die Patronatsherren in Lendsiedel. Sie hatten das Patronat für die Kirche in Gründelhardt inne und führten 1556 die Reformation ein.
Wegen Unterstützung für den Raubritter Hans Thomas von Absberg zerstörte der Schwäbische Bund 1523 die Burg. Der Anteil des Wilhelm von Vellberg an der Ganerbenburg wurde dabei abgebrochen und von ihm in der Zeit von 1543 bis 1546 wieder aufgebaut.
Es gab verwandtschaftliche Beziehungen zu den Staufern. Im Rittersaal von Schloss Grumbach in Rimpar zeugt ein großer Wappenfries von der Hochzeit von Konrad von Grumbach mit Salome von Vellberg.

## Persönlichkeiten
- Ehrenfried von Vellberg, Abt des Klosters Ellwangen (1309–1311)[5]